# Spyridoula Toutoudaki
Spyridoula Toutoudaki (griechisch Σπυριδούλα Τουτουδάκη, * um 1960 in Anogia) ist eine griechische Sängerin.

## Leben und Wirken
Toutoudaki sang als junges Mädchen im Kinderchor und trat bei Schulfesten und privaten Veranstaltungen auf. Sie studierte dann und arbeitete als Chemikerin und Apothekerin. Anfang der 1980er Jahre traf sie den Lyraspieler und Multiinstrumentalisten Ross Daly. Sie wurde 1982 eines der Gründungsmitglieder seiner Gruppe Labyrinth und wirkte an deren zahlreichen Musikseminaren, Workshops und Konzerten und CD-Projekten mit. 1989 war sie Solosängerin des Albums Οχτώ Τραγούδια Κι Ένα Σεμάι bei RCA Records. 2003 erschien beim griechischen Label Seistron Music ihr Duo-Album Me Ti Fevga Tou Kerou (Με τη φεύγα του καιρού) mit Stücken von Kreta, von verschiedenen anderen griechischen Inseln, aber auch türkischen Stücken. Auf der ebenfalls bei Seistron Music 2004 erschienen Doppel-CD von Ross Daly mit Mitsos Stavrakakis Echo Of Time / Ηχώ Του Χρόνου Ichó tou Chrónou übernahm Toutoudaki die weibliche Solostimme.